# 彼得·沃伊科夫
彼得·拉扎列维奇·沃伊科夫（羅馬化：Pyotr Lazarevich Voykov；1888年8月13日—1927年6月7日），俄國布尔什维克革命家和苏联外交官，尼古拉二世灭门案元凶之一。尼古拉二世一家被囚禁期间，沃伊科夫曾用法语写了多封信件，通过守卫递给尼古拉二世，信中他伪造保皇党身份试图诱骗他们逃跑以制造处决他们的理由，后尼古拉二世因家人身体原因导致计划无法实施。沃伊科夫在1924年担任苏联驻波兰共和国全权公使，1927年在华沙被一名白俄流亡者暗杀，苏联曾以他的名字给多地命名，如莫斯科的沃伊科夫区和沃伊科夫站。在当代俄罗斯，在地名中使用沃伊科夫的名字引发了争议。俄罗斯正教会曾敦促俄罗斯政府为这些地方改名。